# 打出信行

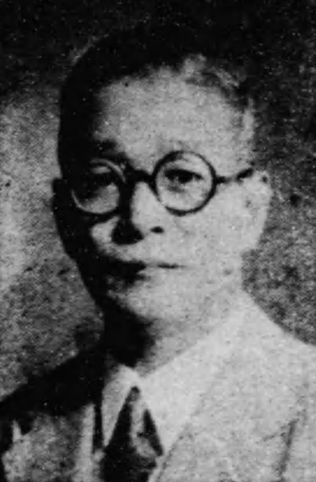
打出信行

打出 信行（うちで のぶゆき、1895年（明治28年）7月12日  - 1963年（昭和38年）6月25日）は、日本の弁護士、政治家。衆議院議員、熊本県議会議員、熊本市議会議員を歴任した。

## 経歴
熊本県出身。第五高等学校から東京帝国大学法学部に学び、弁護士資格を取得。弁護士活動の傍ら立憲民政党から熊本県議・熊本市議となり、民政党県支部政調副会長を務めた。
1946年の総選挙で進歩党から衆議院議員に立候補するも次々点、翌1947年の総選挙で熊本県第一区から民主党公認で出馬して初当選し衆議院議員を一期務める。落選後は熊本市議に返り咲き、1954年に熊本県弁護士会長となり1959年6月〜1961年3月に熊本市議会議長を務めた。